# سوفیای پروس
شاه‌دُخت سوفیا پروس (به یونانی: Σοφία της Ελλάδας) ملکهٔ یونان و همسر کنستانتین اول، پادشاه یونان بود. وی به دودمان سلطنتی هوهن‌تسولرن تعلق داشت. ملکه سوفیا نوهٔ ویکتوریا، ملکهٔ بریتانیا، دختر فریدریش، امپراتور آلمان و پادشاه پروس، خواهر ویلهلم، پادشاه پروس، مادر سه پادشاه بعدی یونان و مادربزرگ سوفیا، ملکهٔ سابق اسپانیا بود.